# Johan August af Petersens
Johan August af Petersens (født 25. oktober 1806 i Danvik, død 5. december 1867 i Göteborg) var en svensk militærmand og politiker.
af Petersens var oberstløjtnant og medlem af Göteborgs byråd 1863-1867. Han sad desuden i bestyrelsen for Göteborgs museum, udarbejdede vedtægter for  Slöjdföreningens skola og beskæftigede sig med fattigpleje samt andre praktiske kommunale forhold.
Han nedstammede fra den svenske adelsslægt af Petersens.